# Калиновская (Чечня)
Кали́новская (чечен. Гал-ГIала) — станица в Наурском районе Чеченской Республики. Административный центр Калиновского сельского поселения (включает станицу Калиновскую, хутора Козлов, Постный и Селиванкин).

## География
Расположена на левом берегу реки Терек, в 32 километрах севернее города Грозного. В 5 километрах севернее станицы расположена железнодорожная станция Терек (в селе Новотерское), а также проходит автотрасса Моздок—Кизляр.

## История

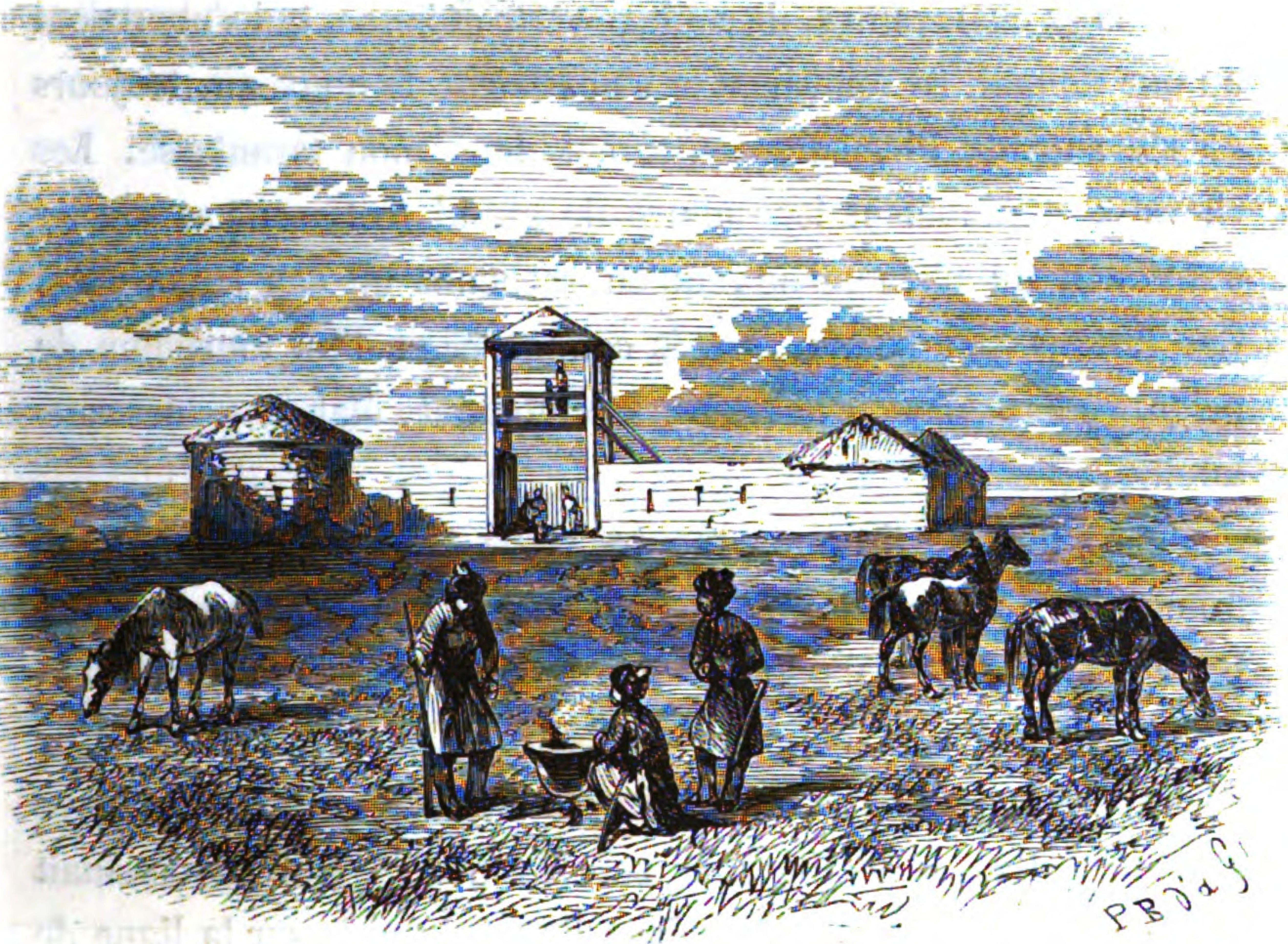
Казачий пост рядом с Калиновской. Флориан Жилль. Письма о Кавказе и Крыме. 1859 год

Точная дата основания Калиновской неизвестна. Первое упоминание о станице на ее современном месте датируется 1771 годом, когда была образована Азово-Моздокская укреплённая линия. До этого станица находилась на правом берегу р.Терек, в густо поросшей калиной местности (от чего станица и получила свое название). Позднее на первоначальном месте расположения станицы было основано село Кень-Юрт. Чеченское название станицы ("Гал-ГIала") происходит от искаженного и усеченного слова "калина" с добавлением типичного обозначения русских крепостей и станиц - "ГIaла" ("укрепление")
Станица считалась одним из главных центров старообрядчества на Тереке.
По состоянию на 1926 год станица Калиновская относилась к Калиновскому сельсовету Наурского района Терского округа Северо-Кавказского края. Согласно переписи населения 1926 года, в станице проживало 5471 человек, из них великороссов — 5425.

## Население
| 1926 | 1990  | 2002  | 2010  | 2021  |
| ---- | ----- | ----- | ----- | ----- |
| 5400 | ↘3436 | ↗8287 | ↘7988 | ↗9239 |

Национальный состав
Национальный состав населения станицы по данным Всероссийской переписи населения 2002 года:
| Народ   | Численность, чел. | Доля от всего населения, % |
| ------- | ----------------- | -------------------------- |
| чеченцы | 5737              | 69,23 %                    |
| русские | 2186              | 26,38 %                    |
| другие  | 364               | 4,39 %                     |
| всего   | 8287              | 100,00 %                   |

Национальный состав населения станицы по данным Всероссийской переписи населения 2010 года:
| Народ              | Численность, чел. | Доля от всего населения, % |
| ------------------ | ----------------- | -------------------------- |
| чеченцы            | 5331              | 66,74 %                    |
| русские            | 1120              | 14,02 %                    |
| табасараны         | 314               | 3,93 %                     |
| кумыки             | 282               | 3,53 %                     |
| аварцы             | 225               | 2,82 %                     |
| лезгины            | 151               | 1,89 %                     |
| кабардинцы         | 68                | 0,85 %                     |
| армяне             | 67                | 0,84 %                     |
| казахи             | 62                | 0,78 %                     |
| другие             | 362               | 4,53 %                     |
| отказались указать | 6                 | 0,08 %                     |
| всего              | 7988              | 100,00 %                   |

## Военная база
На окраине станицы находится крупная военная база, на территории которой с весны-лета 2000 года на постоянной основе дислоцировался 72-й гвардейский мотострелковый Кёнигсбергский Краснознамённый полк 42-й гвардейской мотострелковой дивизии (был укомплектован преимущественно военнослужащими, проходящими службу на контрактной основе). На территории базы были расположены учебный центр подготовки военнослужащих-контрактников для комплектования ими соединений СКВО, аэродром и православная часовня святого великомученика Георгия.
С 2016 года у станицы базируется 71-й гвардейский мотострелковый полк (в/ч 16544).